# Claudia Pastorino
Pour les articles homonymes, voir Pastorino.
 (juin 2016).
Claudia Pastorino (née en 1965 à Pegli, un quartier de Gênes ) est une chanteuse italienne.

## Biographie
Claudia Pastorino est aussi une militante pour les droits des animaux. Elle a écrit plusieurs livres sur son expérience du jaïnisme.

## Discographie
- I  Gatti di Baudelaire (Target - Polygram music) 1995,
- Inventare  l'Allegria (Target - Polygram) 1997,
- Trentanni  (La Flotta - CD Company) 1999,
- Un sogno di mare,  2005,
- Live and let live,  2006,
- Tango che ho visto ballare..., 2012.